# Epidendrum exiguum
Epidendrum exiguum är en orkidéart som beskrevs av Oakes Ames och Charles Schweinfurth. Epidendrum exiguum ingår i släktet Epidendrum och familjen orkidéer. Inga underarter finns listade i Catalogue of Life.